# Glikogen
Glikogen je polisaharid in predstavlja osnovno obliko uskladiščene glukoze v živalskih, glivnih in nekaterih bakterijskih celicah.
Pri živalih je energija kot glikogen kratkoročno shranjena predvsem v jetrnih in skeletnih mišičnih celicah, medtem ko dolgoročno energijsko zalogo predstavljajo trigliceridi v adipocitah (maščobnih celicah). Ta polisaharid se v celicah nahaja v obliki citosolnih delcev, imenovanih granule. Glikogen je polisaharidna molekula, ki nastopa kot primarni vir energije v živalskih in človeških celicah, saj se lahko iz njega precej hitro pridobi molekule adenozina trifosfata, ki služijo kot vir energije za izvajanje celičnega dela. Ima veliko hidroksilnih skupin, zato z vodikovimi vezmi veže veliko vodnih molekul. Makromolekula glikogena je sestavljena iz nekaj 100 do 1000 molekul glukoze.

## Zgradba
Glikogen je tako po zgradbi kot po funkciji podoben škrobu, manj razvejanemu glukoznemu polimeru v rastlinskih celicah, zato se pogosto imenuje tudi živalski škrob. Zgrajen je iz osrednje molekule glikogenina, okoli katerega so nanizane razvejane verige glukoz. Glukoze so v verigah povezane z 1-4 ali 1-6 glikozidno vezjo. Ima podobno zgradbo kot amilopektin, a se razlikuje v tem, da ima ta več razvejitvenih mest.
Glikogen najdemo v obliki zrnc (granul) v citosolu mnogih celičnih tipov. Igra pomembno vlogo v glukoznem ciklu. Predstavlja energijsko rezervo, ki se lahko začne hitro izkoriščati, če se telo sooči s pomankanjem glukoze, vseeno pa je v glikogenu shranjeno manj energije kot energijskih rezervah trigliceridov. Le glikogen, ki je shranjen v jetrih, je na voljo drugim organom.

## Metabolizem glikogena
Njegovo sintezo in razgradnjo nadzirajo (regulirajo) hormoni inzulin (vzpodbudi sintezo), adrenalin (pospeši razgradnjo), glukagon (pospeši razgradnjo in sproži glukoneogenezo) in kortizol (pospeši razgradnjo).

### Sinteza (glikogeneza)
Sinteza glikogena je za razliko od njegove razgradnje endergonski ali endotermni proces. To pomeni, da je za njegovo sintezo potrebna dovedena energija. Energija za sintezo pride z molekule UTP, ki reagira z glukoza-1-fosfatom in tvori UDP-glukozo v reakciji, ki jo katalizira UDP-glukoze pirofosforilaza. Glikogen se sintetizira iz UDP-glukoze pod vplivom encima glikogen sintaze. Ta daljša verigo glikogena, dokler ne vsebuje do 11 enot glukoze, povezanih z 1-4 vezjo. Nato encim glikogen razvejajoči encim ali amilo (α1→4) do (α1→6) transglikolaza prenese 7 glukoznih molekul na C6 hidroksilno skupino glukoze, globlje v molekuli glikogena. Molekule glukoze so povezane s tako imenovano glikozidno vezjo.
Ker pa lahko glikogen sintaza le podaljšuje že obstoječo verigo glikogena, je za sintezo potreben protein glikogenin. Ta veže reducirajoči del začetne glukoze v verigi z enim izmed svojih tirozinov.

### Razgradnja (glikogenoliza)
Glikogen se začne razgrajevati na nereducirajočemu koncu verige pod vplivom encima glikogen fosforilaze. Nastanejo glukoza-1-fosfati, ki jih nato fosfoglukozna mutaza pretvori v glukoza-6-fosfate. Fosforilaza lahko cepi verigo, dokler ne ostanejo samo še 4 molekule glukoze. Ko ostanejo samo še 4 molekule glukoze v linearni verigi glikogena, mora encim glukanotransferaza premestiti preostale glukoze, ki so vezane na mestih 6 na mesta 4. Nato lahko fosforilaza nadaljuje. Z glukoza-6-fosfati (G6P) pa se lahko zgodijo tri različne stvari:
- G6P nadaljuje pot glikolize in se porabi za pridobivanje celične energije.[8]
- G6P se v jetrih in ledvicah pretvori nazaj v glukozo s pomočjo encima glukoza-6-fosfataza.[8]
- G6P lahko gre po poti pentozefosfatov preko encima glukoza-6-fosfat dehidrogenaza in proizvede NADPH ter pentozo.[8]

## Nahajanje in vloga v organizmu
Glikogen se v človeškem telesu nahaja v obliki granul v citosolu celic. Njegova primarna vloga v telesu je, da nastopa kot energijska zaloga. V telesu naj bi bilo okoli 450g glikogena. Najdemo ga predvsem v jetrih ter mišicah. Vendar pa lahko nastane z glukogenezo tudi v možganih in želodcu. Nekaj glikogena najdemo tudi v ledvicah, še manj pa v določenih nevroglija celicah v možganih ter limfocitih. V času nosečnosti ga najdemo tudi v maternici, ki prehranjuje zarodek. 

### Funkcija in regulacija jetrnega glikogena
Ko pojemo ter prebavimo obrok, ki vsebuje ogljikove hidrate, se poveča nivo glukoze v krvi. Polisaharidi se v prebavnem traktu pretvorijo v enostavnejše sladkorje, ki se lahko absorbirajo v kri. Trebušna slinavka nato začne izločati endokrini hormon inzulin. Glukoza, ki prehaja skozi portalno veno v jetra, vstopi v hepatocite (jetrne celice). Inzulin stimulira le te, da sprožijo vrsto encimov, med katerimi je tudi glikogen sintaza. Molekule glukoze se dodajajo verigam glikogena, dokler ne zmanjka inzulina ali glukoze. V tej fazi jetra sprejmejo več glukoze, kot je oddajo.
Ko nivo glukoze pade, se izločanje inzulina ustavi in sinteza glikogena preneha. Ko se glikogen potrebuje za pridobivanje energije, se razgradi nazaj v glukozo, ki jo lahko celice uporabijo. Najprej se porabi glikogen, ki se nahaja v mišicah. Glikogen fosforilaza je encim, ki primarno razgradi glikogen. Po obroku je naslednjih 8 do 12 ur glukoza, ki jo je telo pridobilo z razgradnjo jetrnega glikogena, primarni vir glukoze, ki se uporablja za različne celične procese v telesu. Glukoza, ki nastane z razgradnjo glikogena v jetrih in z glukoneogenezo, se prenese do možganov.
Glukagon je hormon, ki ga izloča trebušna slinavka in deluje nasprotno (antagonistično) inzulinu. Ko se nivo glukoze v krvi spusti pod normalno vrednost, trebušna slinavka v veliki meri izloča glukagon, ki stimulira razgradnjo glikogena v glukozo, čeprav je nivo inzulina visok. Tako telo prepreči, da bi raven glukoze preveč padla in bi prišlo do hipoglikemije. Podobno kot glukagon delujeta tudi adrenalin in kortikosteroidni hormon kortizon.

### Glikogen v mišičnih in drugih celicah
V mišicah najdemo glikogen v precej nižjih koncentracijah (1 % vlažne teže), vendar pa je njegova skupna količina v vseh mišicah večja od tiste v jetrih (10 % vlažne teže jeter). Nivo glikogena v telesu, predvsem v eritrocitih, jetrih ter mišicah, je odvisen od fizičnega treninga, bazalnega metabolizma posameznika ter prehranjevalnih navad. Glikogen predstavlja v mišičnih celicah, kot tudi v nekaterih drugih celicah, zalogo energije, ki se lahko sprosti takoj. Mišične celice nimajo sposobnosti sproščanja glukoze v kri, saj jim manjka encim glukoza-6-fosfataza, zato se znotrajcelični glikogen uporablja izključno kot energijska zaloga. 

### Nepravilnosti v metabolizmu
Najbolj pogosta motnja v metabolizmu glikogena se imenuje diabetes oz. sladkorna bolezen, pri kateri se zaradi nenormalnih vrednosti inzulina, glikogen ne izgrajuje v jetrih. Poznamo več tipov diabetesa. V primeru hipoglikemije, ki jo povzroči previsoka koncentracija inzulina, je nivo glikogena v jetrih visok, vendar visoka koncentracija inzulina ne dovoljuje glikogenolize, ki je potrebna za vzdrževanje normalnega nivoja glukoze v krvi. Pogosto se hipoglikemija zdravi z glukagonom.

### Glikogenski dolg in vzdržljivostna vadba
Maratonski tekači in kolesarji se mnogokrat podajo v glikogenski dolg, to je stanje, pri katerem se porabijo skoraj vse posameznikove zaloge glikogena zaradi dolgih naporov in premajhnega vnosa energijsko bogate hrane v organizem. Maratoncem se to zgodi približno po 32. kilometru, odvisno od velikosti ter rase tekača. Pojav glikogenskega dolga lahko zakasnimo z uživanjem ogljikovih hidratov pred tekom. Ko nastopi glikogenski dolg, se pogosto počutimo tako utrujene, da se s težavo premikamo, lahko pa pride tudi do sistemskega šoka.